# Bogaardmolen

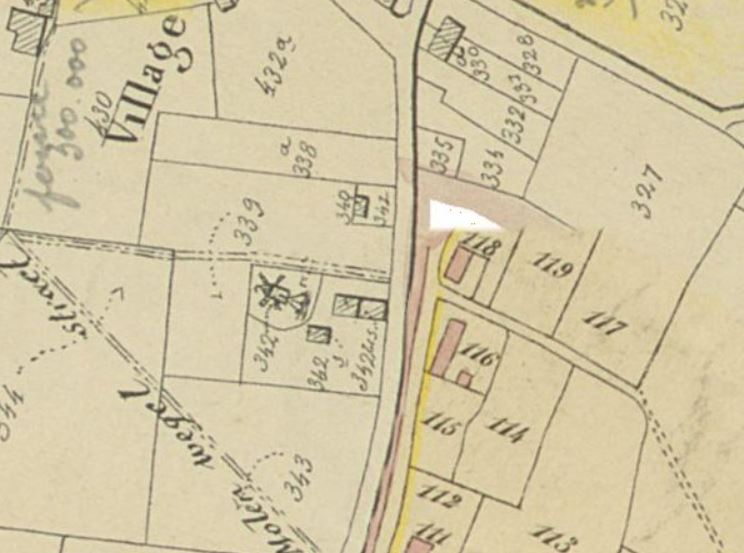
De molen op de kaart van Popp: hij ligt ten zuiden van het dorp.

De Bogaardmolen was een windmolen uit 1847 gelegen in Bogaarden in de Belgische gemeente Pepingen.

## Historiek
De molen werd gebouwd in 1847 door Henri Paridaens. Het was een houten windmolen die vooral koren maalde. In 1902 werd er naast de molen een gasmotermaalderij opgericht. In 1913 werd de molen onttakeld waarna hij in 1916 werd gesloopt.

## Ontsluiting van de historiek van de molen
De locatie is een halte op de Molenfietsroute Pepingen. Deze wandel-/fietsroute is een onderdeel van de Molenbox, ontwikkeld door de Erfgoedcel Pajottenland Zennevallei in 2009. In 2023 werd de locatie van de voormalige molen door de gemeente Pepingen ontsloten via een QR-code.